# Alois Posch (Politiker)
Alois Posch (* 19. Juni 1843 in St. Marein im Mürztal; † 5. August 1904 in Schaldorf, Gemeinde St. Marein im Mürztal) war Großgrundbesitzer und Abgeordneter zum Österreichischen Abgeordnetenhaus.

## Leben
Alois Posch war unehelicher Sohn der Josefa Posch, einer Wirtschafterin am Hof des Vaters. Sein Vater war der Landwirt Sebastian Rigler († 1856). Er besuchte eine Volksschule in St. Marein und später eine Bürgerschule in Graz. Danach ging er an eine Unterrealschule in Bruck an der Mur. Ab 1856 übernahm er eine Landwirtschaft in Schaldorf, dem Brunnhof, den er ab 1864 bewirtschaftete. Er erweiterte ihn auf 900 ha, davon waren 570 ha Wald. Er war Begründer der Mareiner Holztradition, indem er ein Sägewerk und eine Mühle errichtete, die er mit Strom aus zwei eigenen Wasserkraftwerken betrieb. Außerdem war Posch ein bekannter Viehzüchter.
Er war Gründer des Steirischen Bauernvereins, dem er von 1881 bis 1904 als Obmann vorstand. 1883 wurde er Mitglied des Zentralausschusses. Von 1898 bis 1904 war er Vizepräsident der steiermärkischen Landwirtschaftsgesellschaft. Er war auch Obmann der Mürztaler Viehzuchtgenossenschaft für den Bezirk Bruck an der Mur.
Alois Posch war von 1878 bis 1902 Mitglied im steiermärkischen Landtag (V., VI., VII. und VIII.  Wahlperiode). Von 1900 bis 1904 war er Obmann der Bezirksvertretung Bruck an der Mur. Von 1874 bis 1878 und von 1883 bis 1904 war er Bürgermeister von St. Marein.
Alois Posch war römisch-katholisch und ab 1864 verheiratet mit Margaretha Reiter, mit der er zwei Söhne und zwei Töchter hatte, wobei ein Sohn im Jahr 1899 und beide Töchter jung verstorben sind.

## Politische Funktionen
Alois Posch war von 1877 bis zu seinem Tod im Jahr 1904 Abgeordneter des Abgeordnetenhauses im Reichsrat (V., VI., VII., VIII., IX. und X. Legislaturperiode), Kronland Steiermark, Wählerklasse Landgemeinden: Bruck, Leoben, Aflenz, Frohnleiten etc. Sein Nachfolger war Hans Resel.

## Klubmitgliedschaften
Alois Posch gehörte im Laufe seines Lebens vielen Klubs an. Im Jahr 1877 war er Mitglied im Fortschrittsklub, 1879 im Klub der Vereinigten Fortschrittspartei, ab dem 19. November 1881 bei den Vereinigten Linken und ab dem 22. März 1882 war er fraktionslos. Am 4. Februar 1884 war er wieder bei den Vereinigten Linken, ab 1885 im Deutschen Klub und ab dem 15. Februar 1887 wieder fraktionslos. Ab dem 22. Mai 1887 war er bei der Deutsch-nationale Vereinigung; ab 1891 im Klub der Deutschen Nationalpartei und ab 1897 im Verband der Deutschen Volkspartei.